# SWALLOW
SWALLOW（スワロー）は、日本の3ピースバンド。旧称はNo title（ノータイトル）。所属レコード会社はLINE RECORDS。

## 概要
リーダーの安部 遥音、工藤 帆乃佳、種市 悠人からなる3ピースバンドで、一緒に音楽活動を始めたのは2016年（平成28年）9月。中学生活最後の文化祭を控え、安部 遥音が「バンドを組みたい」と、小学校・中学校が同じだった工藤 帆乃佳＆種市 悠人を誘い、即席のバンド「No title」を結成。その後、受験時期は活動から遠ざかっていたが、高校進学後は、不定期ながら地元を中心にライブ活動、練習風景の動画投稿や、10代対象のロック・フェスにエントリーなどでバンド活動を継続。そんな中、工藤 帆乃佳＆種市 悠人が出演した高校の文化祭ライブ動画が、YouTubeで100万再生を超え話題になった。
2017年（平成29年）7月から始まった、LINEが主催する「LINEオーディション2017」にエントリーし、11月のグランプリ発表にて、「バンド部門最優秀賞」「総合グランプリ」を獲得した。
2018年（平成30年）1月23日、デビュー曲「rain stops, good-bye」をLINE RECORDSよりリリースしデビュー。同曲はGReeeeN等を手がける音楽プロデューサーのJINがプロデュースした。6月25日、デビュー後、初となるオリジナルソング「超えて」をリリース。作詞、作曲はNo title自身で行った。楽曲プロデュースは、前作同様、JINが担当。その他 制作陣もHigh speed boyz inc./Diosta inc.が手掛ける。「超えて」は、地元青森朝日放送「めざせ甲子園2018」のテーマソングに決定 。また、工藤 帆乃佳は「5代目ABA高校野球イメージガール」にも就任した。
2019年（平成31年）1月25日に全国公開となるGReeeeNの楽曲「愛唄」をモチーフにした映画「愛唄 -約束のナクヒト-」の主題歌では工藤 帆乃佳がフィーチャリングボーカルに抜擢。映画のプロデューサーを務めたJINが「この曲には曲の構成として女性の声が必要でした。そして、映画の内容を踏まえ、現役高校生のバンドに依頼をしました。」と抜擢した理由をコメントしている。
2020年（令和2年）6月1日にバンド名を「No title」から「SWALLOW」に変更した。改名した理由については「自由に自己表現していくことを追求するため」としている 。

## メンバー
- 安部 遥音（あんべはると）

2001年（平成13年）5月8日生まれ。ギターと作曲を担当。リーダー。RADWIMPS、ゲスの極み乙女。、SEKAI NO OWARI好きを公言している。父の影響でギターを始める。No title（現：SWALLOW）結成の発起人。2ndシングル「超えて」は種市 悠人と共作曲、3rdシングルの「ねがいごと」では作曲を行なっている。
- 工藤 帆乃佳（くどうほのか）

2001年11月8日生まれ。ギター、ボーカルと作詞を担当。自身の通う高校の文化祭で米津玄師のアイネクライネを歌った動画がYouTubeでアップされ、100万回再生を超え、注目を集める。絵を描くのが得意で、3rdシングル「ねがいごと」のMVでは工藤 帆乃佳の描いた作品が多く登場している。
- 種市 悠人（たねいちゆうと）

2001年5月2日生まれ。キーボードと作曲を担当。キャスケットがトレードマーク。猫を3匹飼っており、自身のInstagramでは猫の写真が多く見られる。2ndシングル「超えて」は安部 遥音と共作曲を行なっている。

## ディスコグラフィ

### シングル

#### No title
|      | タイトル             | 発売日         | 備考                                         |
| ---- | -------------------- | -------------- | -------------------------------------------- |
| 1st  | rain stops, good-bye | 2018年1月23日  | におP作詞/作曲のVOCALOID曲のカバー           |
| 2nd  | 超えて               | 2018年6月25日  | 青森朝日放送『めざせ甲子園2018』テーマソング |
| 3rd  | ねがいごと           | 2018年11月14日 |                                              |
| 4th  | アオゾラ             | 2019年2月20日  |                                              |
| 5th  | 星が降る夜なら       | 2019年4月23日  |                                              |
| 6th  | Blue #demo           | 2019年10月30日 | 6ヶ月連続リリースの第一弾。デモ音源の配信    |
| 7th  | Flash #demo          | 2019年11月27日 |                                              |
| 8th  | Days #demo           | 2019年12月25日 |                                              |
| 9th  | Camellia #demo       | 2020年1月29日  |                                              |
| 10th | White #demo          | 2020年2月26日  |                                              |
| 11th | Crinum #demo         | 2020年3月25日  |                                              |

#### SWALLOW
|      | タイトル              | 発売日         | 備考                                                  |
| ---- | --------------------- | -------------- | ----------------------------------------------------- |
| 1st  | SWALLOW               | 2020年11月8日  | SoftBank ウインターカップ2020 テーマソング            |
| 2nd  | ULTRA MARINE          | 2021年1月23日  |                                                       |
| 3rd  | 紛い物の万年筆        | 2021年2月14日  |                                                       |
| 4th  | 蒼昏                  | 2021年3月14日  |                                                       |
| 5th  | 青く短い春            | 2021年5月30日  | テレビ東京系『ゴッドタン』2021年7月エンディングテーマ |
| 6th  | 常葉                  | 2022年1月30日  | 初のセルフプロデュース楽曲                            |
| 7th  | 嵐の女王              | 2022年2月27日  |                                                       |
| 8th  | AUREOLIN              | 2022年3月27日  |                                                       |
| 9th  | 田舎者                | 2022年7月31日  |                                                       |
| 10th | THE ORCHID GREENHOUSE | 2022年11月27日 |                                                       |
| 11th | 北へ                  | 2024年4月27日  | JR青森駅東口ビル『&LOVINA』CMソング                   |
| 12th | ハイウェイラジオ      | 2024年10月13日 |                                                       |

### アルバム

#### SWALLOW
|     | タイトル | 発売日                      | 規格品番    | 備考 |
| --- | -------- | --------------------------- | ----------- | --- |
| 1st | 温室育ち | 2023年3月26日（LINE MUSIC） |             | SWALLOWとしてリリースした10枚のシングル曲、新曲2曲、 No title時代の楽曲2曲が収録されている 『第16回CDショップ大賞2024』東北ブロック賞に選出 |
| 1st | 温室育ち | 2023年4月2日（配信）        |             | SWALLOWとしてリリースした10枚のシングル曲、新曲2曲、 No title時代の楽曲2曲が収録されている 『第16回CDショップ大賞2024』東北ブロック賞に選出 |
| 1st | 温室育ち | 2023年4月26日（CD）         | LINECD-0001 | SWALLOWとしてリリースした10枚のシングル曲、新曲2曲、 No title時代の楽曲2曲が収録されている 『第16回CDショップ大賞2024』東北ブロック賞に選出 |

### EP

#### SWALLOW
|     | タイトル       | 発売日        | 規格品番     | 備考 |
| --- | -------------- | ------------- | ------------ | ---- |
| 1st | Northern Blood | 2025年4月16日 | SWALLOW-0001 |      |

### 参加作品
| 発売日                                    | タイトル                   | 収録作品          | 備考 |
| ----------------------------------------- | -------------------------- | ----------------- | --- |
| 2018年12月5日（配信） 2019年1月25日（CD） | 約束×No title              | 「約束×No title」 | GReeeeNの33枚目のシングルにフィーチャリングゲストとして 工藤 帆乃佳が参加 LINE MUSICにて先行配信映画 「愛唄 -約束のナクヒト-」主題歌 |
| 2019年9月25日                             | 約束×No title [Album Ver.] | 『第九』          | シングルバージョンとは一部歌詞が異なる （工藤 帆乃佳歌唱パートの歌詞は同じ）                                                         |
| 2022年8月21日                             | JAM                        | 『JAM』           | LINE RECORDSのカバーリングシリーズプロジェクト 「Old To The New」に第4弾アーティストとして参加 THE YELLOW MONKEY『JAM』のカバー      |

## ライブ・イベント出演

### No title
| 年   | 出演日  | 名称                                         | 会場                                              | 備考                           |
| ---- | ------- | -------------------------------------------- | ------------------------------------------------- | ------------------------------ |
| 2018 | 7月27日 | 第64回みさわ七夕まつり・アメリカ広場イベント | 三沢市アメリカ広場                                | 青森県三沢市で行われたイベント |
| 2018 | 9月1日  | Misawa Junk Food Festival                    | 青森県立三沢航空科学館イベント広場                | 青森県三沢市で行われたイベント |
| 2019 | 4月28日 | ARABAKI ROCK FEST.19                         | 宮城県みちのく公園北地区 「エコキャンプみちのく」 | 最年少バンドとして出場         |

### SWALLOW
| 年   | 出演日   | 名称                                                                  | 会場                          |
| ---- | -------- | --------------------------------------------------------------------- | ----------------------------- |
| 2021 | 6月19日  | YATSUI FESTIVAL! 2021                                                 | Spotify O-Crest               |
| 2022 | 3月25日  | exPoP!!!!! volume138                                                  | Spotify O-nest                |
| 2022 | 9月18日  | キッコーセイからあげ presents エフエム青森35周年 ファンミーティング   | モヤヒルズ                    |
| 2022 | 10月9日  | MISAWA BBQ ジャンボリー2022 地産地食みさわ                            | 道の駅みさわ 斗南藩記念観光村 |
| 2022 | 11月26日 | エフエム青森開局35周年記念 公開録音 Re:ING ～音楽の力で青森を元気に～ | 青森Quarter                   |
| 2023 | 4月15日  | ライスボール presents「はじめまして 久しぶり」vol.1                   | KEEP THE BEAT                 |
| 2023 | 5月26日  | exPoP!!!!! volume151                                                  | Spotify O-nest                |
| 2023 | 6月17日  | HOMETOWN MUSIC LIFE 2023                                              | ねぶたの家ワ・ラッセ 西の広場 |
| 2023 | 6月18日  | HOMETOWN MUSIC LIFE 2023 フィナーレ                                   | 青森Quarter                   |
| 2023 | 7月1日   | アップサイクル×ねぶた×MUSIC PRイベント                                | 東京パークタワー              |
| 2023 | 7月29日  | Ginza Market Jam'23                                                   | 三沢銀座商店街特設会場        |
| 2023 | 8月27日  | ABA番組祭2023                                                         | 青い海公園特設ステージ        |
| 2023 | 9月1日   | HIROSAKI CREATIVE MEETUP!!                                            | HIROSAI ORANDO                |
| 2023 | 10月1日  | AFBファンミーティング2023                                             | モヤヒルズ                    |
| 2023 | 10月8日  | MISAWA BBQ ジャンボリー2023 地産地消みさわ                            | 道の駅みさわ 斗南藩記念観光村 |
| 2023 | 12月10日 | アコースティックライブ「夜明けのエリーゼ」                            | LODGEスタジオ                 |
| 2024 | 2月17日  | JAL・HAC連携イベント「三沢航空科学館へ行こう！！」                    | 青森県立三沢航空科学館        |
| 2024 | 3月16日  | 1st ワンマンライブ『吾のため 君のため』                               | 青森Quarter                   |
| 2024 | 4月27日  | ＆LOVINA開業イベント「SWALLOW フリーライブ」                          | &LOVINA                       |

## メディア出演

### TV

#### No title
- 青森朝日放送「夢はここから生放送 ハッピィ」（2017年12月16日放送）[21]
- 三沢市ケーブルテレビジョン「マックニュースライン」（2018年5月24日放送）[22]
- 青森朝日放送「夢はここから生放送 ハッピィ」（2018年6月2日放送）[23]

#### SWALLOW
- テレビ東京「プレミアMelodiX!」（2022年4月4日放送）[24]
- 青森朝日放送「夢はここから生放送 ハッピィ」（2023年4月29日放送）[25]
- テレビ東京「プレミアMelodiX!」（2023年6月5日放送）[26]
- 青森放送「1550ニュースレーダーwith」（2024年2月9日放送）[27]
- 青森朝日放送「夢はここから生放送 ハッピィ」（2024年2月10日放送）[28]

### ラジオ

#### No title
- エフエム青森 開局30周年記念特別番組 final mix「Exciting Request Club」（2018年3月21日放送）[29]
- エフエム青森「No titleの らじお・ラジオ・RADIO」（2018年4月21日放送）[30]

#### SWALLOW
- エフエム青森「Seaside Radio Fes! PART1」（2020年7月23日放送）[31]
- エフエム青森「新生活応援！SPRING RADIO FES♪」（2022年3月21日放送）[32]
- 青森放送「らじすく！エア」（2024年2月9日放送）[27]
- エフエム青森「RADI-MOTT!」（2024年2月9日放送）[27]

- エフエム青森「SWALLOW's nest radio」（2022年4月3日-）[33]